# Shinya Miyamoto
Shinya Miyamoto, född den 5 november 1970 i Suita i Japan, är en japansk basebollspelare som tog brons vid olympiska sommarspelen 2004 i Aten. Han deltog även vid olympiska sommarspelen 2008 i Peking, där Japan kom fyra.
Miyamoto representerade Japan i World Baseball Classic 2006, där Japan vann. Han spelade tre matcher och hade två hits på tre at bats.